# طائر الليل (ألبوم ياني)
طائر الليل هو ألبوم التجميع للفنان ياني أصدره عام 1997 بعنوان «انسجام».

## قائمة المحتويات
1. "North Shore of Matsushima" – 5:10 - شاطئ ماتسوشيما الشمالي
2. "Point of Origin" – 5:58 - نقطة الأصل
3. "Within Attraction" – 4:11 - ضمن الجاذبية
4. "Dance with a Stranger" – 5:02 - الرقص مع غريب
5. "Chasing Shadows" – 5:38 - مطاردة الظلال
6. "Days of Summer" – 4:25 - أيام الصيف
7. "Nightbird" – 6:01 - طائر الليل